# Karaosmylus latus
Karaosmylus latus là một loài côn trùng thuộc bộ Neuroptera. Loài này được Panfilov in Dolin et al. miêu tả năm 1980.